# مسيرة دونالد ترمب المهنية
قبل ترشحه لمنصبه في عام 2015، اشتغل الرئيس دونالد ترمب في العديد من الأعمال، وبشكل خاص في تجديد ناطحات السحاب والفنادق والكازينوهات وملاعب الجولف.
بدأ ترمب مسيرته المهنية في شركة العقارات التي يملكها والده في عام 1968، والتي تولى إدارتها في عام 1971، ثم أطلق عليها فيما بعد منظمة ترمب في عام 1973. قام بتوسيع أعماله إلى مانهاتن. دخل ترمب في العديد من الأعمال التجارية التي لم تتطلب تمويلًا رأسماليًا، بما في ذلك ترخيص اسمه لمؤسسات الإقامة وملاعب الجولف في جميع أنحاء العالم. بناءً على شخصيته العامة في صحافة نيويورك الشعبية، قام لاحقًا ببطولة برنامج تلفزيون الواقع ذا أبرينتايس.
كان ترمب المالك، جزئيًا أو كليًا، للعديد من مسابقات ملكات الجمال بين عامي 1996 و2015. كما قام بتسويق اسمه للعديد من مشاريع البناء والمنتجات التجارية. أما مشاريعه التجارية غير الناجحة فقد شملت إفلاس العديد من الكازينوهات والفنادق، وانهيار فريق كرة القدم الخاص به نيوجيرسي جنرالز، وجامعة ترمب التي لم تعد قائمة الآن. تورط ترمب وشركاته في عدد كبير من الدعوى القضائية، بما في ذلك ستة حالات إفلاس تجاري، إلا أنه لم يعلن إفلاسه قط.
بعد فوزه في الانتخابات الرئاسية لعام 2016 وتنصيبه لأول مرة في يناير 2017، استقال ترمب من جميع الأدوار الإدارية داخل منظمة ترمب ونقل أصول أعماله إلى صندوق ائتماني قابل للإلغاء يديره ابناه دونالد جونيور وإريك. ومع ذلك، احتفظ ترمب بحصته المالية في وثيقة العمل، مما أثار مخاوف بشأن تضارب المصالح المحتمل.

## العقارات

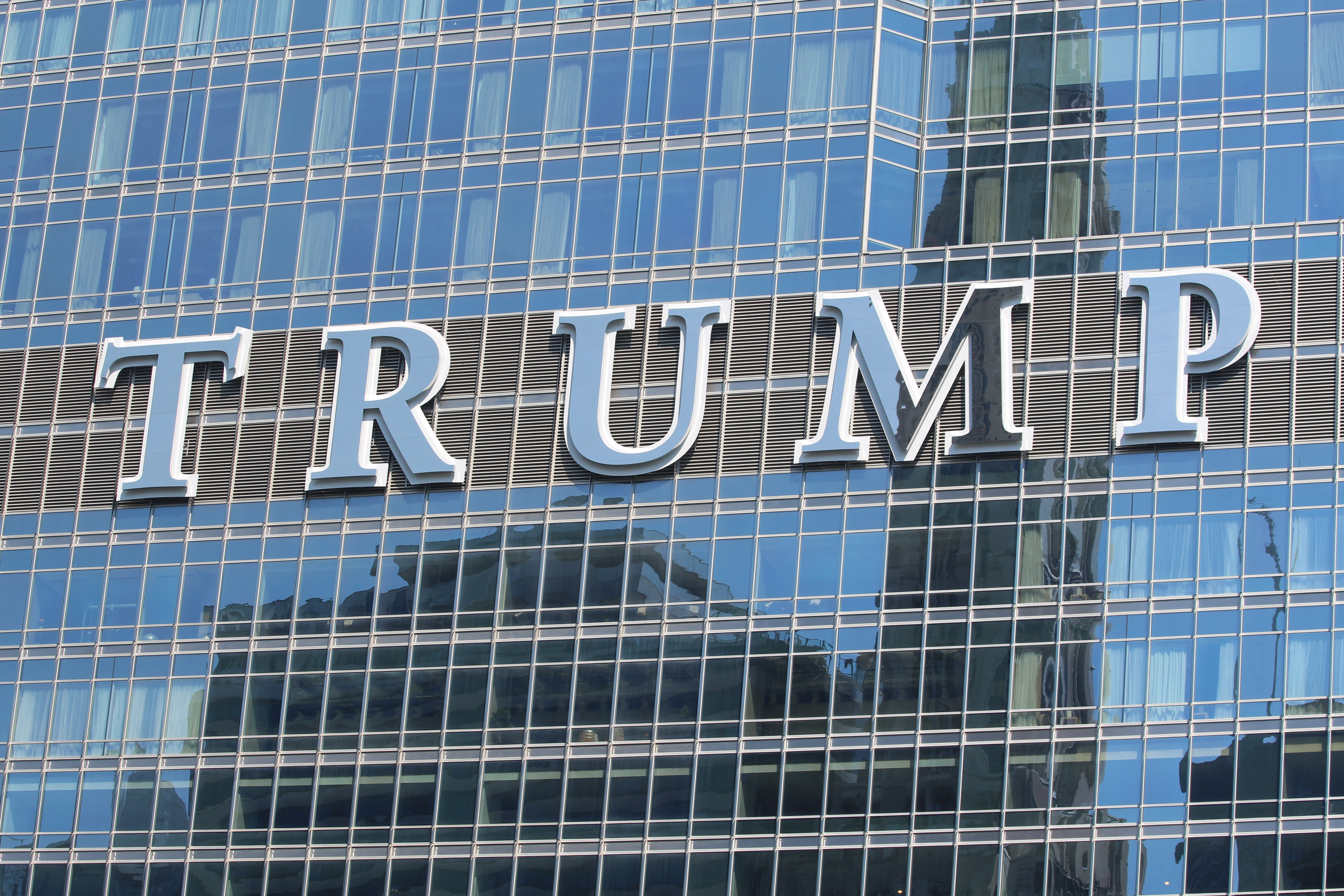
فندق وبرج ترمب الدولي

### بداية حياته المهنية
بدأ ترمب مسيرته المهنية في مجال العقارات في شركة والده، ترمب مانجمينت (بالإنجليزية: Trump Management)، والتي ركزت على الإسكان الإيجاري للطبقة المتوسطة في أحياء بروكلين وكوينز وستاتن آيلاند في مدينة نيويورك. كان أحد مشاريع ترمب الأولى هو محاولة تحويل مجمع شقق سويفتون فيليج المتعثر في سينسيناتي بولاية أوهايو، والذي اشتراه والده فريد ترمب مقابل 5.7 مليون دولار في عام 1962، أي ما يعادل 57 مليون دولار في عام 2023. لقد انخرط فريد ودونالد ترمب في المشروع. بحلول الوقت الذي تخرج فيه ترمب من الكلية عام 1968، كان يتلقى ما يعادل مليون دولار سنويًا في عام 2019 في شكل هدايا غير خاضعة للضريبة من والده. في سن 23، قام بمحاولة تجارية غير ناجحة في مجال الأعمال الاستعراضية، حيث استثمر 70 ألف دولار ليصبح منتجًا مشاركًا في مسرحية كوميدية عُرضت على مسرح برودواي عام 1970.

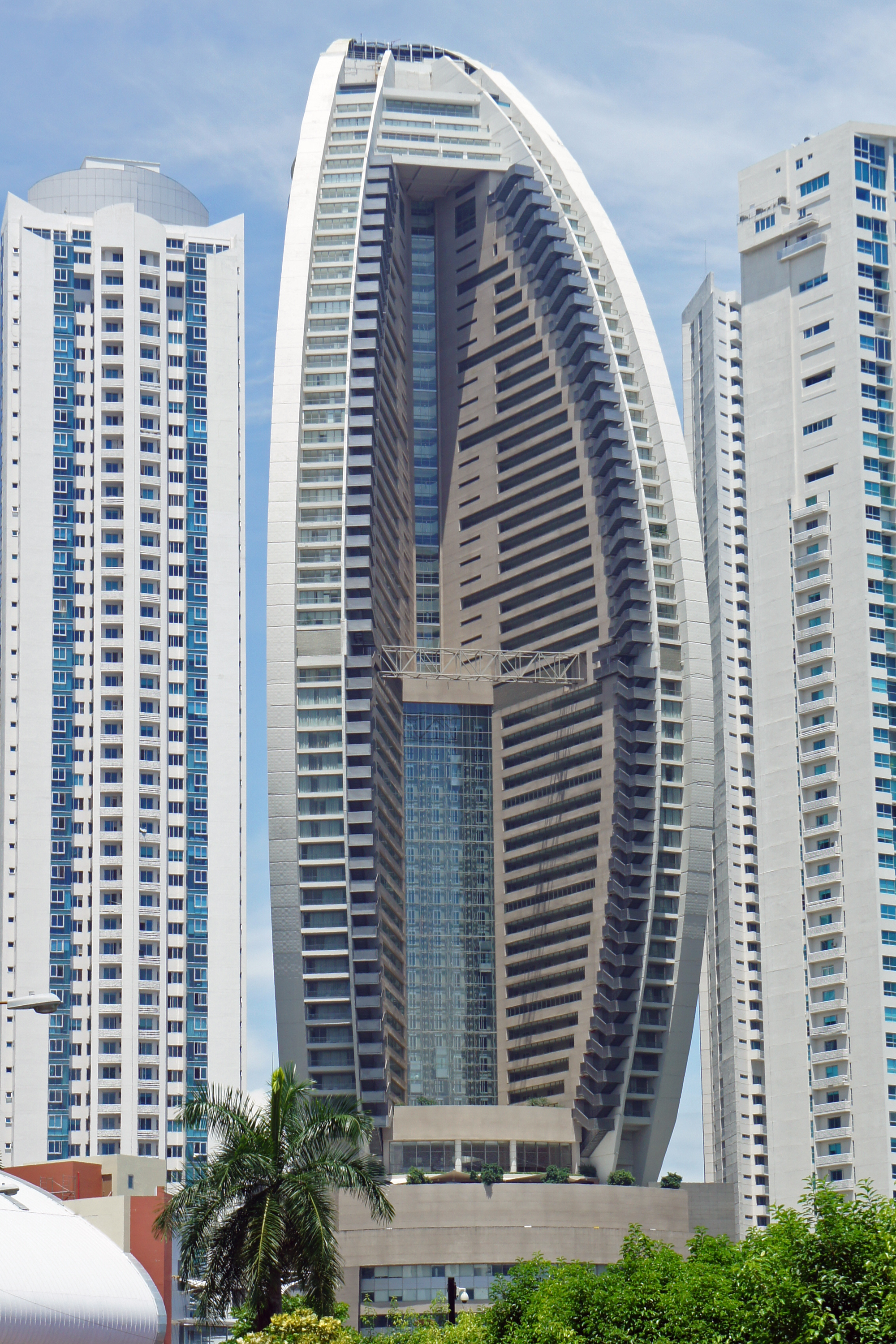
فندق وبرج ترمب أوشن كلوب إنترناشيونال (وسط الصورة) في مدينة بنما

تم تعيينه رئيسًا للشركة في عام 1971 وبدأ في استخدام "منظمة ترمب" كعلامة تجارية شاملة. في ذلك العام، وفي سن الخامسة والعشرين، انتقل أيضًا إلى مانهاتن، حيث شارك في مشاريع بناء أكبر واستخدم التصميم المعماري البراق لجذب انتباه وسائل الإعلام. في عام 1973، زعمت وزارة العدل أن منظمة ترمب مارست التمييز ضد المستأجرين السود المحتملين، بدلاً من مجرد غربلة المتقدمين من ذوي الدخل المنخفض كما قالوا. قالت وزارة العدل إن "المختبرين" السود تم إرسالهم إلى أكثر من نصف دزينةAAAAAAAAAA من المباني وتم رفض منحهم شققًا، ولكن سيتم بعد ذلك عرض شقة في نفس المبنى على مختبر أبيض مماثل. في نهاية المطاف، وقعت شركة ترمب والمسؤولون الفيدراليون اتفاقًا لم يعترف ترمب بموجبه بأي مخالفات، وبموجب هذا الاتفاق سيتم تقديم المتقدمين المؤهلين من الأقليات من قبل الرابطة الحضرية.
بحلول عام 1973، أشرف ترمب، بصفته رئيسًا لمنظمة ترمب، على 14 ألف شقة في بروكلين وكوينز وستاتن آيلاند. في عام 1978، اختارت المدينة موقعه على الجانب الغربي من مانهاتن كموقع لمركز مؤتمرات جاكوب جافيتس، بعد أن وجدت أنه كان مقدم العرض الوحيد الذي لديه موقع جاهز للمشروع. حصل على عمولة سمسار على بيع العقار.
كانت أول صفقة كبرى لترمب في مانهاتن هي تطوير فندق جراند حياة في عام 1978 بجوار محطة جراند سنترال. تم تغليف الواجهة القديمة المصنوعة من الطوب لفندق كومودور بالزجاج، وتم استبدال بهو الفندق الحالي بأتريوم. تم تقديم فندق كومودور على أنه فندق حياة تم تجديده عند افتتاحه في سبتمبر 1980، مما ساعد في جلب ترمب إلى الشهرة العامة. كان جزء من هذه الصفقة مليون دولار قرض بقيمة مليون دولار قدمته شركة فريد ترمب للإنشاءات للمساعدة في سداد السحوبات على خط ائتمان تشيس مانهاتن الذي رتبه فريد لدونالد أثناء بناء الفندق، بالإضافة إلى قرض بقيمة 70 مليون دولار قدمه لدونالد أثناء بناء الفندق. قرض بناء بقيمة 1.5 مليون دولار مضمون بشكل مشترك من قبل شركة فريد وسلسلة فنادق حياة. وكان فريد شريكاً صامتاً في المبادرة، نظراً لتضرر سمعته في دوائر العقارات في نيويورك، بعد التحقيقات في الأرباح غير المتوقعة وغيرها من الانتهاكات في مشاريعه العقارية، مما جعل دونالد الواجهة في الصفقة. وفقًا للصحفي واين باريت، ساعدت صداقة فريد التي استمرت عقدين من الزمن مع أحد كبار ضباط شركة Equitable، بن هولواي، في إقناعهم بالموافقة على المشروع. قام دونالد بالتفاوض مع المدينة على تخفيض ضريبي لمدة 40 عامًا للفندق، مقابل حصة من أرباح المشروع. ساعدت الصفقة في تقليل مخاطر المشروع ووفرت حافزًا للمستثمرين للمشاركة.
في عام 1981، اشترى ترمب وقام بتجديد مبنى أصبح فيما بعد ترمب بلازا، في الجادة الثالثة في مدينة نيويورك. قام ترمب بتحويل هذا المبنى إلى مجمع سكني تعاوني، حيث يمتلك المستأجرون جزءًا من المبنى.

### برج ترمب

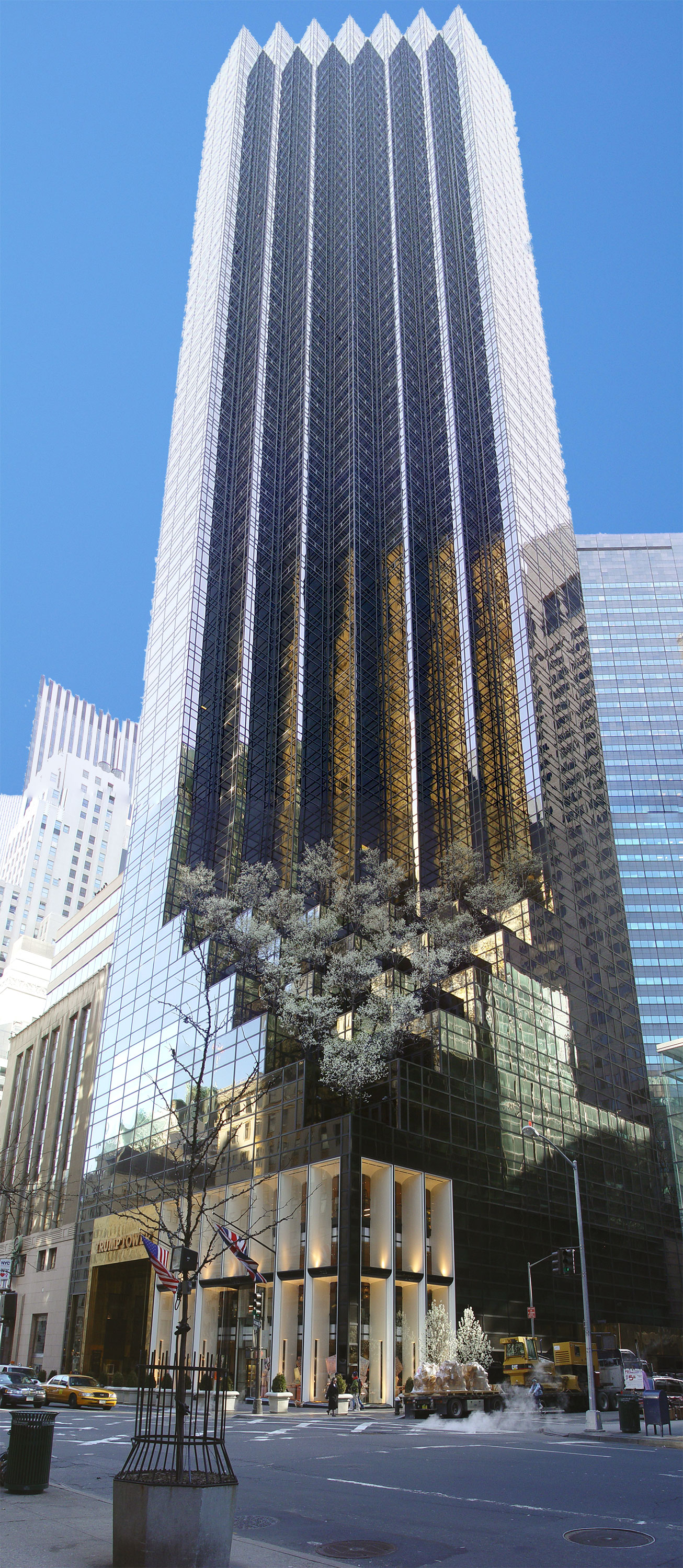
برج ترمب، في الجادة الخامسة، وسط مانهاتن

في عام 1983، أكمل ترمب تطوير برج ترمب، وهو ناطحة سحاب مكونة من 58 طابقًا في وسط مانهاتن. وتضمن المشروع مفاوضات معقدة مع أطراف مختلفة بشأن مبنى بونويت تيلر، والأرض، والمجال الجوي فوق المبنى المجاور. عندما انتهت المفاوضات في عام 1978، كتبت صحيفة نيويورك تايمز "إن تمكن السيد ترمب من الحصول على الموقع ... هو شهادة على إصراره ومهاراته كمفاوض".
يحتل برج ترمب الموقع السابق لمتجر بونويت تيلر الرئيسي ذو الأهمية المعمارية، والذي هدمه ترمب في عام 1980 بعد شراء الموقع. كان هناك غضب عام عندما تم تدمير منحوتات قيمة من فن الآرت ديكو على واجهته، والتي وعد بها ترمب لمتحف متروبوليتان للفنون، بناءً على أوامر منظمة ترمب أثناء عملية الهدم. بالإضافة إلى ذلك، تعرض هدم متجر بونويت تيلر لانتقادات شديدة بسبب استخدام المقاول لنحو 200 عامل مهاجر بولندي غير شرعي، والذين ورد أنهم كانوا يتقاضون أثناء عملية الهدم المتسرعة 4-5 دولارات في الساعة مقابل العمل في نوبات مدتها 12 ساعة. وشهد ترمب في عام 1990 بأنه نادراً ما زار الموقع، ولم يكن على علم بالعمال غير الشرعيين، الذين عاش بعضهم في الموقع وكانوا معروفين باسم "اللواء البولندي". وفي عام 1991، حكم أحد القضاة بأن البنائين شاركوا في "مؤامرة لحرمان الأموال من مساهمتها المشروعة"ZZZ، في إشارة إلى صناديق التقاعد والرعاية الاجتماعية التابعة للنقابات العمالية. ومع ذلك، عند الاستئناف، تم نقض أجزاء من هذا الحكم، وأصبح السجل مختومًا عندما تم تسوية دعوى العمل الطويلة الأمد في عام 1999، بعد 16 عامًا في المحكمة.
تم تطوير برج ترمب من قبل شركة ترمب وشركة Equitable Life Assurance Company، وتم تصميمه من قبل المهندس المعماري Der Scutt of Swanke Hayden Connell. يضم برج ترمب كل من شقة البنتهاوس الرئيسية لدونالد ترمب والمقر الرئيسي لمنظمة ترمب. يشتمل المبنى على محلات تجارية ومقاهي ومكاتب ومنازل. يتميز الفناء الداخلي المكون من خمسة مستويات بشلال يبلغ ارتفاعه 60 قدمًا يمتد عبر ممر معلق أسفل نافذة السقف. كان برج ترمب موقعًا لتصوير برنامج ذا أبرينتايس التلفزيوني على قناة إن بي سي، بما في ذلك استوديو تلفزيوني يعمل بكامل طاقته. عندما اكتمل بناء المبنى، بيعت الشقق السكنية بسرعة وأصبح البرج منطقة جذب سياحي.

### التوسع
افتتح مطعم Harrah's في Trump Plaza في أتلانتيك سيتي في عام 1984. بُني الفندق/الكازينو بواسطة ترمب بتمويل من شركة هوليداي كورب. وتديره وحدة المقامرة Harrah's التابعة لشركة هوليداي كورب. أدت النتائج السيئة للكازينو إلى تفاقم الخلافات بين ترمب وشركة هوليداي كورب. كما استحوذ ترمب على مبنى مكتمل جزئيًا في أتلانتيك سيتي من شركة هيلتون مقابل 320 مليون دولار. عند اكتمال بنائه في عام 1985، أصبح الفندق/الكازينو قلعة ترمب. كانت زوجة ترمب، إيفانا، تدير العقار.
استحوذ ترمب على عقار مار إيه لاغو في بالم بيتش بولاية فلوريدا في عام 1985 مقابل 5 مليون دولار، بالإضافة إلى 3 مليون دولارا لأثاث المنزل. وبالإضافة إلى استخدام المنزل كملجأ شتوي، حوله ترمب أيضًا إلى نادي خاص تبلغ رسوم العضوية فيه 150 ألف دولار. وفي نفس الوقت تقريبًا، استحوذ على مجمع سكني في ويست بالم بيتش مع لي إياكوكا والذي أصبح ترمب بلازا في بالم بيتشيز .

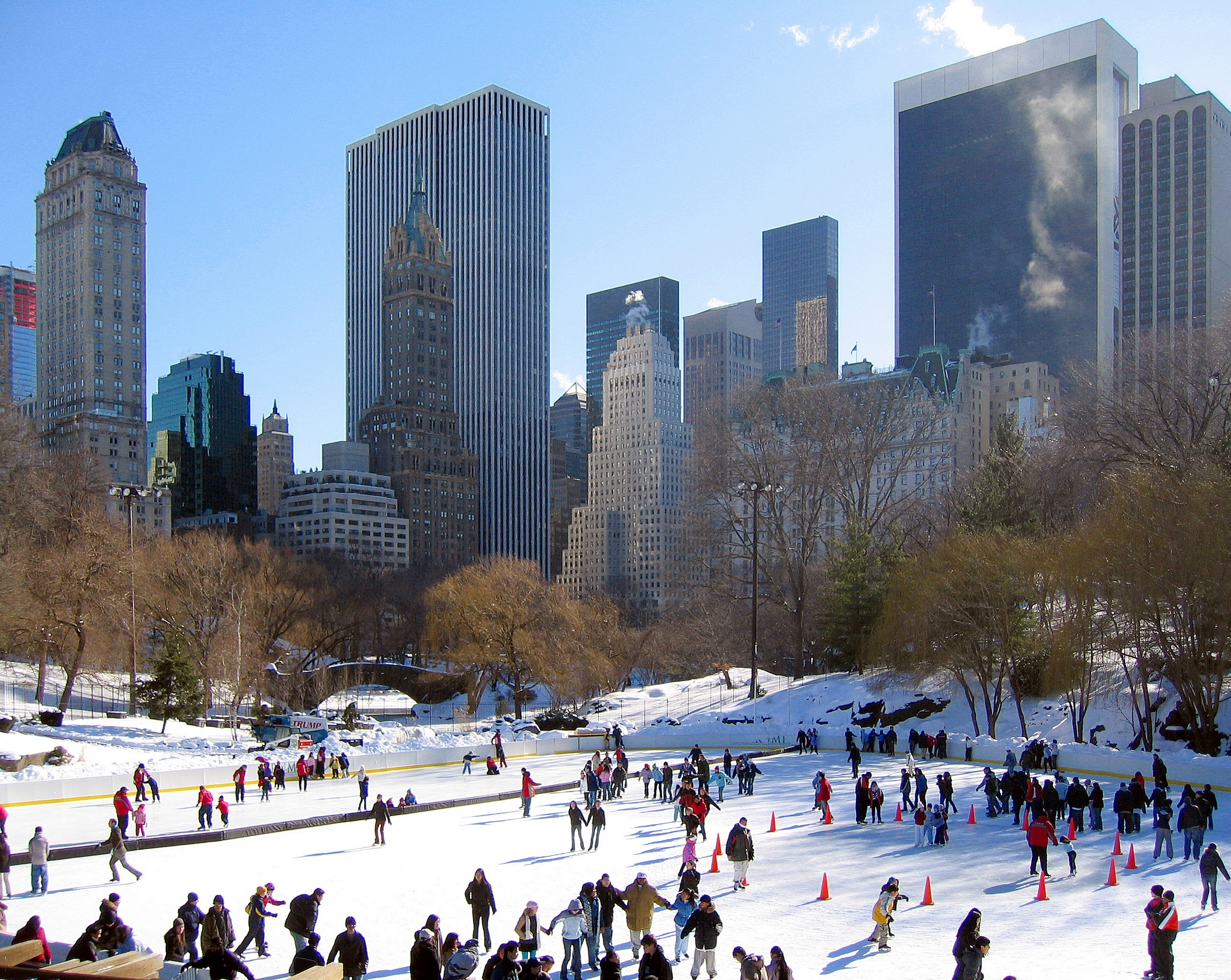
حلبة وولمان للتزلج في سنترال بارك بعد تجديدها من قبل ترمب

في عام 1980، بدأت أعمال الإصلاح في حلبة وولمان للتزلج في سنترال بارك، وكان من المتوقع أن تستغرق عملية الإصلاح عامين ونصفًا. الإطار الزمني للبناء هو سنة. بسبب العيوب في التصميم والعديد من المشاكل أثناء البناء، ظل المشروع غير مكتمل بحلول مايو 1986 وكان من المقدر أن يستغرق 18 شهرًا آخر و2 مليار دولار. مليون إلى 3 دولار مليون لإكمال. تم منح ترمب عقدًا كمقاول عام في يونيو 1986 لإنهاء الإصلاحات بحلول 15 ديسمبر بتكلفة قصوى تبلغ 3 مليون دولار، مع تكاليف فعلية سيتم تعويضها من قبل المدينة. قام ترمب بتعيين مهندس معماري وشركة إنشاءات وشركة كندية لتصنيع حلبات التزلج على الجليد وأكمل العمل في أربعة أشهر، بانخفاض قدره 775 ألف دولار عن الميزاني قام بتشغيل الحلبة لمدة عام وقام بالتبرع ببعض الأرباح للأعمال الخيرية ومشاريع الأشغال العامة في مقابل حقوق امتياز الحلبة كان ترمب مديرًا للحلبة من عام 1987 إلى عام 1995. وفي عام 2001 حصل على عقد آخر تم تمديده حتى عام 2021 وفقًا للصحافية جويس بورنيك، فإن "نجاح ترمب في وولمان كان أيضًا بمثابة أسطورة مصممة بعناية للترويج للذات". وبينما كان العمل جاريًا، دعا ترمب إلى العديد من المؤتمرات الصحفية، على سبيل المثال لاستكمال وضع الأنابيب وصبّ الأسمنت. في عام 1987، حاول أيضًا دون جدوى إقناع المدينة بإعادة تسمية المعلم باسمه؛ يتم عرض شعار ترمب بشكل بارز على السور المحيط بالحلبة، وعلى زامبوني، وعلى الزلاجات المستأجرة، وعلى موقع حلبة التزلج على الإنترنت.
كشف ترمب عن خطة لبناء مدينة مصغرة داخل مدينة نيويورك على "أكبر مساحة متاحة غير مطورة" من الأرض في جزيرة مانهاتن في 30 نوفمبر 1984. كان من المفترض أن تتكون مدينة التلفزيون المقترحة، والتي سُميت لاحقًا مدينة ترمب، من "ما يقرب من 8000 شقة وشقة سكنية تتسع لما يصل إلى 20.000 شخص، وما يقرب من 10.000 مكان لوقوف السيارات، وحوالي 3.6 مليون قدم مربع من مساحة استوديوهات التلفزيون والسينما، وحوالي 2 مليون قدم مربع من المتاجر "المرموقة". كان من المفترض أن يكون ارتفاع ناطحة سحاب شاهقة بشكل غير عادي في ذلك الوقت، حيث يبلغ ارتفاعها ضعف ارتفاع المباني المكونة من 76 طابقًا الموجودة تحتها. تم تشكيل منظمة من المشاهير تسمى Westpride، تتكون من أفراد مثل جيري سينفيلد، وكريستوفر ريف، وآخرين، وتم جمع الأموال لمعارضة الاقتراح. رفض رئيس البلدية إد كوتش الإعفاءات الضريبية التي حصل عليها ترمب لمساعدته في تطوير اقتراحه، ومنحها بدلاً من ذلك لشبكة إن بي سي لإحباط إمكانية نقلها من مركز روكفلر إلى مفهوم ترمب.

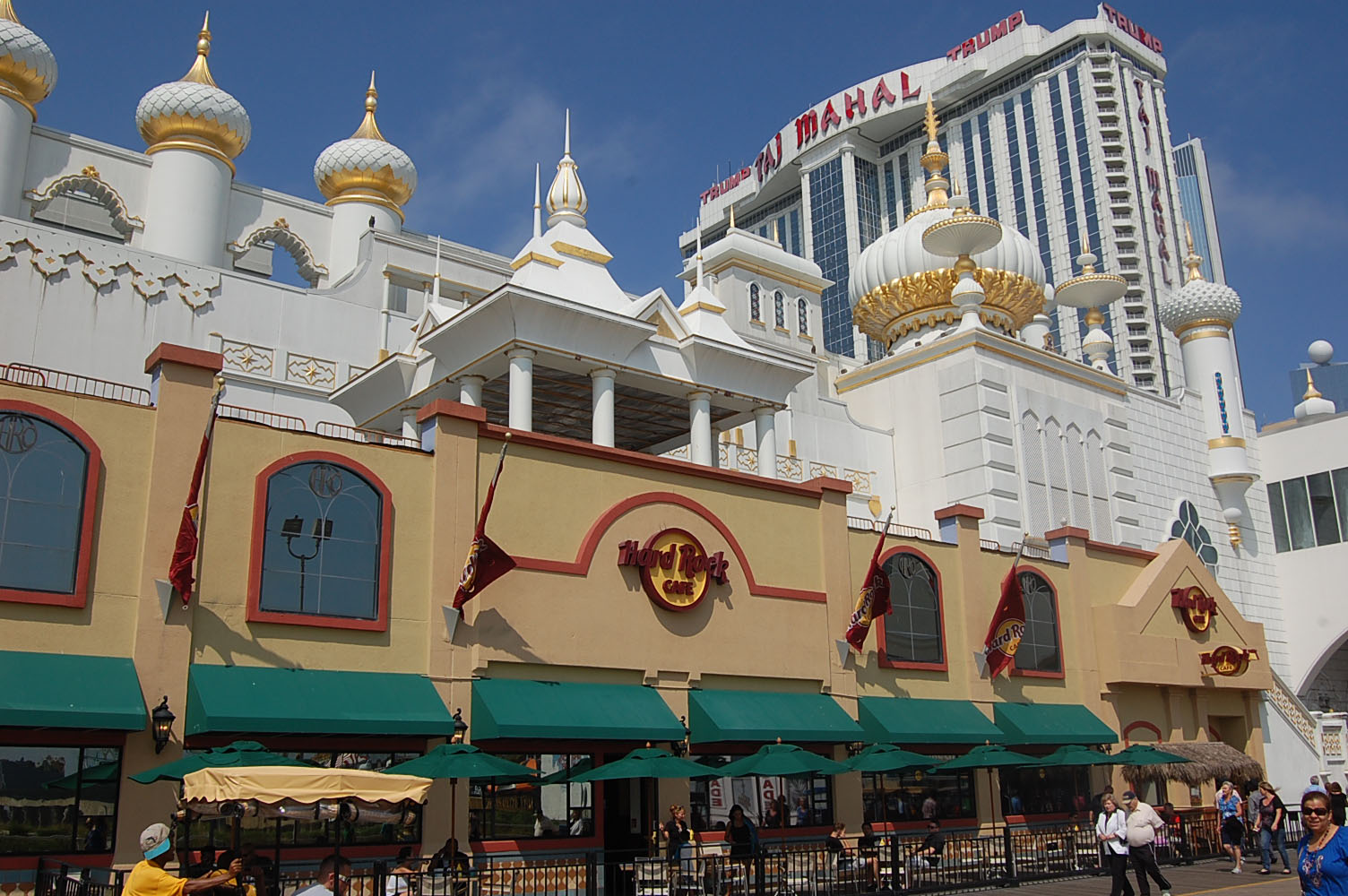
ترمب تاج محل، في أتلانتيك سيتي، نيو جيرسي

وفي وقت لاحق من عام 1988، استحوذ ترمب على كازينو تاج محل في أتلانتيك سيتي، نيو جيرسي، في صفقة مع ميرف جريفين ومنتجعات إنترناشيونال. افتتح الكازينو في أبريل 1990، وبُني بتكلفة إجمالية بلغت 1.1 مليار دولار، مما جعله في ذلك الوقت أغلى كازينو تم بناؤه على الإطلاق. تم تمويله بمبلغ 675 مليون دولارً بعد استثمار 1.5 مليار دولار في سندات ذات عائد مرتفع بمعدل فائدة 14%، دخل المشروع في إفلاس الفصل الحادي عشر في العام التالي. واختارت البنوك وحاملي السندات، الذين يواجهون خسائر محتملة تقدر بمئات الملايين من الدولارات، إعادة جدولة الديون. في أواخر عام 1990، تفاوض ترمب وويستبرايد على اقتراح بديل لإلغاء مفهوم ترمب الأصلي لمدينة ترمب وبناء ريفرسايد ساوث بدلاً من ذلك، خالية من ناطحة سحاب ترمب الطويلة على أن تتكون بدلاً من ذلك من حديقة ومباني أقصر من المباني المقترحة في الأصل المكونة من 76 طابقًا. كتب الناقد المعماري بول جولدبرجر لصحيفة نيويورك تايمز في أغسطس 1991، "كان السيد ترمب يعلم أن الجو سيكون باردًا جدًا في أغسطس قبل أن تتمكن خطته من الحصول على الموافقة، وكأي سياسي ماهر، قفز على عربة المعارضة بمهارة شديدة لدرجة أنه جعلها تبدو وكأنها خطته الخاصة".
خرج تاج محل من الإفلاس في 5 أكتوبر 1991، مع تنازل ترمب عن 50٪ من ملكيته في الكازينو لحاملي السندات مقابل خفض أسعار الفائدة والمزيد من الوقت لسداد الديون. كما باع شركته للطيران المتعثرة مالياً، وطائرته التي يبلغ طولها 86 مترًا، بالإضافة إلى اليخت العملاقAAAAA، أميرة ترمب. ومن المقرر أن يحصل ترمب على الدعم المالي لريفرسايد ساوث من رجال الأعمال المقيمين في هونج كونج بنحو 90 مليون دولار، وهو ما سيساعد في دفع الرسوم على العقار الذي يدين به ترمب للبنوك والضرائب المتأخرة، مع حصوله على حصة ملكية بنسبة 30%. وقال محام قريب من المفاوضات إن الاتفاق كاد أن ينهار بعد أن استخدم ترمب "سلسلة من الألفاظ البذيئة، بما في ذلك عبارات عنصرية تتعلق بالآسيويين" خلال المفاوضات. ساعدت الاتفاقية ترمب على تجنب الإفلاس الشخصي بعد أن اضطر إلى التقدم بطلب إفلاس الشركة أربع مرات من قبل.
تم إعادة شراء عقار تاج محل في عام 1996 وتم دمجه في مجموعة فنادق ومنتجعات كازينو ترمب، والتي تقدمت بطلب إفلاس في عام 2004 بمبلغ 1.8 مليار دولار من الديون، وتقديم طلب إفلاس مرة أخرى بعد خمس سنوات بمبلغ 50 مليون دولار في الأصول و 500 مليون دولار في الديون. في النهاية أدت عملية إعادة الهيكلة إلى حصول ترمب على ملكية بنسبة 10% في تاج محل وممتلكات كازينو ترمب الأخرى. شغل ترمب منصب رئيس المنظمة، التي أعيد تسميتها بمنتجعات ترمب الترفيهية، من منتصف عام 1995 حتى أوائل عام 2009، وشغل منصب الرئيس التنفيذي من منتصف عام 2000 إلى منتصف عام 2005.

### إفلاس الشركات
على الرغم من أن ترمب لم يعلن إفلاسه الشخصي قط، فإن الفنادق والكازينوهات التابعة له أعلنت إفلاسها ست مرات بين عامي 1991 و2009 بسبب عدم قدرتها على سداد المدفوعات المطلوبة وإعادة التفاوض على الديون مع البنوك وأصحاب الأسهم والسندات والشركات الصغيرة المختلفة. وبما أن الشركات استخدمت الفصل الحادي عشر من قانون الإفلاس، فقد سُمح لها بمواصلة عملها أثناء استمرار المفاوضات. ونقلت مجلة نيوزويك عن ترمب قوله في عام 2011: "أنا ألعب بقوانين الإفلاس - فهي مفيدة جدًا بالنسبة لي".
كانت حالات الإفلاس الستة نتيجة لاستغلال شركات الفنادق والكازينوهات المفرط للديون في أتلانتيك سيتي ونيويورك: فندق وكازينو ترمب تاج محل (1991)، وفندق وكازينو ترمب بلازا (1992)، وفندق بلازا (1992)، وفندق وكازينو ترمب كاسل (1992)، وفنادق ومنتجعات كازينو ترمب (2004)، ومنتجعات ترمب الترفيهية (2009). قال ترمب "لقد استخدمت قوانين هذا البلد لتقليص الديون... سنحصل على الشركة. وسنضعها في فصل [خاص بالإفلاس]. وسنتفاوض مع البنوك. وسنبرم صفقة رائعة. كما تعلمون، الأمر أشبه ببرنامج ذا أبرينتايس. إنه ليس شخصي. إنه مجرد عمل".

### الميراث والاستحواذات الإضافية
في عام 1996، استحوذ ترمب على مبنى مكاتب شاغر مكون من 70 طابقًا في 40 وول ستريت في مانهاتن، وقام بتجديده، وأطلق عليه اسم مبنى ترمب. في عام 1998، اشترت شركة كونسيكو وترمب مبنى جنرال موتورز مقابل 878 مليون دولار من شركة Corporate Property Investors. حصلت المجموعة على قرض بقيمة 700 مليون دولار من ليمان براذرز لعملية الشراء، ويقال إن ترمب التزم بمبلغ يتراوح بين 15 و20 مليون دولار فقط من ماله الخاص لهذه الصفقة. أثار ترمب الجدل بشأن الساحة الغارقة التي لم يجرأ على دخولها سوى عدد قليل من المشاة، والتي انتقدها هيوكستابل.، وقام بكتابة اسمه بأحرف ذهبية يبلغ ارتفاعها أربعة أقدام. في عام 2003، باع ترمب وشركاؤه المبنى مقابل 1.4 مليار دولار، وهو أعلى سعر تم دفعه في ذلك الوقت مقابل مبنى مكاتب في أمريكا الشمالية، إلى منظمة ماكلوا.
بعد وفاة والده في عام 1999، حصل ترمب وإخوته على حصص متساوية من ممتلكات والده تقدر قيمتها بـ 250-300 مليون دولار.
في عام 2001، أكمل ترمب بناء برج ترمب الدولي، وهو برج سكني مكون من 72 طابقًا يقع مقابل مقر الأمم المتحدة. بدأ ترمب أيضًا في بناء مشروع Riverside South، والذي أطلق عليه اسم Trump Place، وهو مشروع متعدد المباني على طول نهر هدسون . واصل امتلاك مساحة تجارية في فندق وبرج ترمب الدولي، وهو برج متعدد الاستخدامات (فندق وشقق سكنية) مكون من 44 طابقًا في كولومبوس سيركل والذي استحوذ عليه في عام 1996، واستمر أيضًا في امتلاك ملايين الأقدام المربعة من العقارات الرئيسية الأخرى في مانهاتن.
اشترى ترمب فندق ديلمونيكو السابق في مانهاتن في عام 2002. أعيد افتتاحه في عام 2004 بـ 35 طابقًا من الشقق الفاخرة باسم ترمب بارك أفينيو.
يملك ترمب منزلاً في نورث روديو درايف في منطقة بيفرلي هيلز، كاليفورنيا / لوس أنجلوس، تم شراؤه مقابل 7 ملايين دولار، منذ عام 2007. اشترى منزلًا بجوار منزله في عام 2008 من عمر بونغو، رئيس الجابون الذي توفي وهو في منصبه في عام 2009، مقابل 10.35 مليون دولار. باع ترمب منزله الثاني في لوس أنجلوس، والذي بُني في عام 1981، بمبلغ 9,500,095 دولار في عام 2009 بخسارة قدرها 850 ألف دولار (8%). تم طرح المنزل الثاني مرة أخرى في السوق في منتصف عام 2016 بسعر يقارب 30 مليون دولار.
قام ترمب بترخيص اسمه وصورته لتطوير عدد من المشاريع العقارية بما في ذلك مشروعين عقاريين يحملان العلامة التجارية ترمب في فلوريدا واللذين تم حجزهما. في ديسمبر 2015، أفادت تقارير أن المالك التركي لأبراج ترمب في إسطنبول، والذي يدفع لترمب مقابل استخدام اسمه، يستكشف الوسائل القانونية لفصل العقار بعد دعوة المرشح لحظر المسلمين مؤقتًا من دخول الولايات المتحدة.
كما رخص ترمب اسمه لمبنى ترمب باي ستريت المكون من 50 طابقًا والمملوك لصهره جاريد كوشنر، وهو مشروع تطوير فاخر في جيرسي سيتي جمع 50 مليون دولار من أصل 200 إن هذا البرنامج الذي تبلغ قيمته 1.5 مليار دولار أميركي يأتي في المقام الأول من مواطنين صينيين أثرياء، والذين بعد سداد دفعة أولى قدرها 500 ألف دولار أميركي بالتنسيق مع برنامج التأشيرة السريع EB-5 التابع للحكومة، يمكنهم عادة الحصول على الإقامة الدائمة في الولايات المتحدة لأنفسهم ولأسرهم بعد عامين. يعتبر ترمب شريكًا لشركة كوشنر العقارية في ترخيص الاسم فقط وليس في تمويل المبنى.
في عام 2012، تمت إعادة تمويل ناطحة السحاب 1290 Avenue of the Americas في مانهاتن؛ وكان لدى ترمب حصة قدرها 30% في المبنى. وأدت عملية إعادة التمويل إلى تراكم ديون بقيمة 211 مليون دولار على بنك الصين المملوك للدولة. كانت هذه هي الحالة الأولى التي ينخرط فيها بنك صيني في الأوراق المالية المدعومة بالرهن العقاري التجاري في الولايات المتحدة. وقد باع بنك الصين الدين في عام 2012 في السوق، وبالتالي لم يعد لديه "أي مصلحة ملكية في هذا القرض" بعد ذلك، على حد قوله. أدرجت وثيقة صادرة عام 2017 في مدينة نيويورك بنك الصين كدائن حالي عن طريق الخطأ بسبب خطأ ارتكبته شركة خدمة القروض ويلز فارجو.

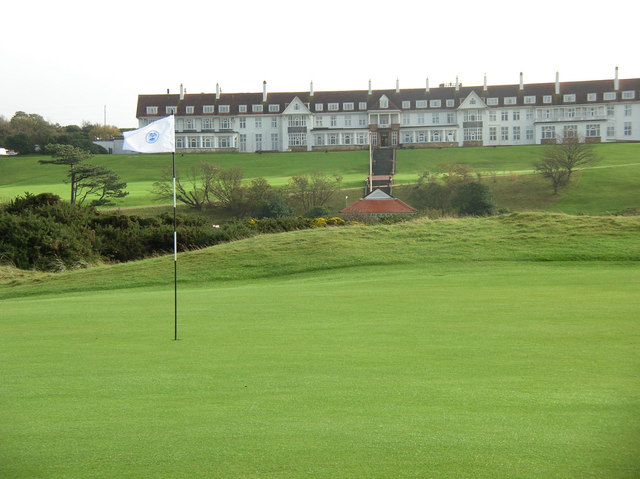
فندق تيرنبيري في اسكتلندا

تدير منظمة ترمب العديد من ملاعب الجولف والمنتجعات في الولايات المتحدة وحول العالم. ويبلغ عدد ملاعب الجولف التي يملكها ترمب أو يديرها حوالي 18 ملعبًا، وفقًا لمجلة Golfweek. ذكر الإفصاح المالي الشخصي لترمب لدى لجنة الانتخابات الفيدرالية أن إيراداته من لعبة الجولف والمنتجعات السياحية لعام 2015 بلغت نحو 382 مليون دولار.
في عام 2006، اشترى ترمب عقار ميني في بالميدي، أبردينشاير، اسكتلندا، وأنشأ منتجعًا للغولف ضد رغبات السكان المحليين في منطقة تم تصنيفها كموقع ذي أهمية علمية خاصة. في عام 2011، قدم المخرج البريطاني أنتوني باكستر فيلمًا وثائقيًا مستقلًا بعنوان "لقد تم استغلالك" يروي قصة بناء منتجع الجولف والصراعات اللاحقة بين السكان المحليين ودونالد ترمب. في ديسمبر 2015، تم رفض استئناف ترمب الذي يعترض على إنشاء مزرعة رياح بحرية (مزرعة رياح خليج أبردين) على مرمى البصر من ملاعب الجولف. وعلى الرغم من وعود ترمب بتوفير 6000 فرصة عمل، إلا أن ملعب الجولف لم يخلق سوى 200 فرصة عمل فقط في عام 2016، حسب اعترافه. في يونيو 2019، قضت هيئة التراث الطبيعي الاسكتلندية بأن ملعب الجولف "دمر" نظام الكثبان الرملية، مما تسبب في فقدان دائم للموائل، وأوصت بإلغاء وضع SSSI. تم إلغاء الوضع الخاص في ديسمبر 2020.
في أبريل 2014، اشترى ترمب فندق تيرنبيري ومنتجع الجولف في أيرشاير، اسكتلندا، والذي كان مكانًا أساسيًا في بطولة الجولف المفتوحة. بعد هجوم مبنى الكابيتول الأمريكي عام 2021، أعلن منظم البطولة، أن البطولة لن تُقام مرة أخرى في تيرنبيري طالما ظلت روابطها مع منظمة ترمب قائمة.

## الرياضة

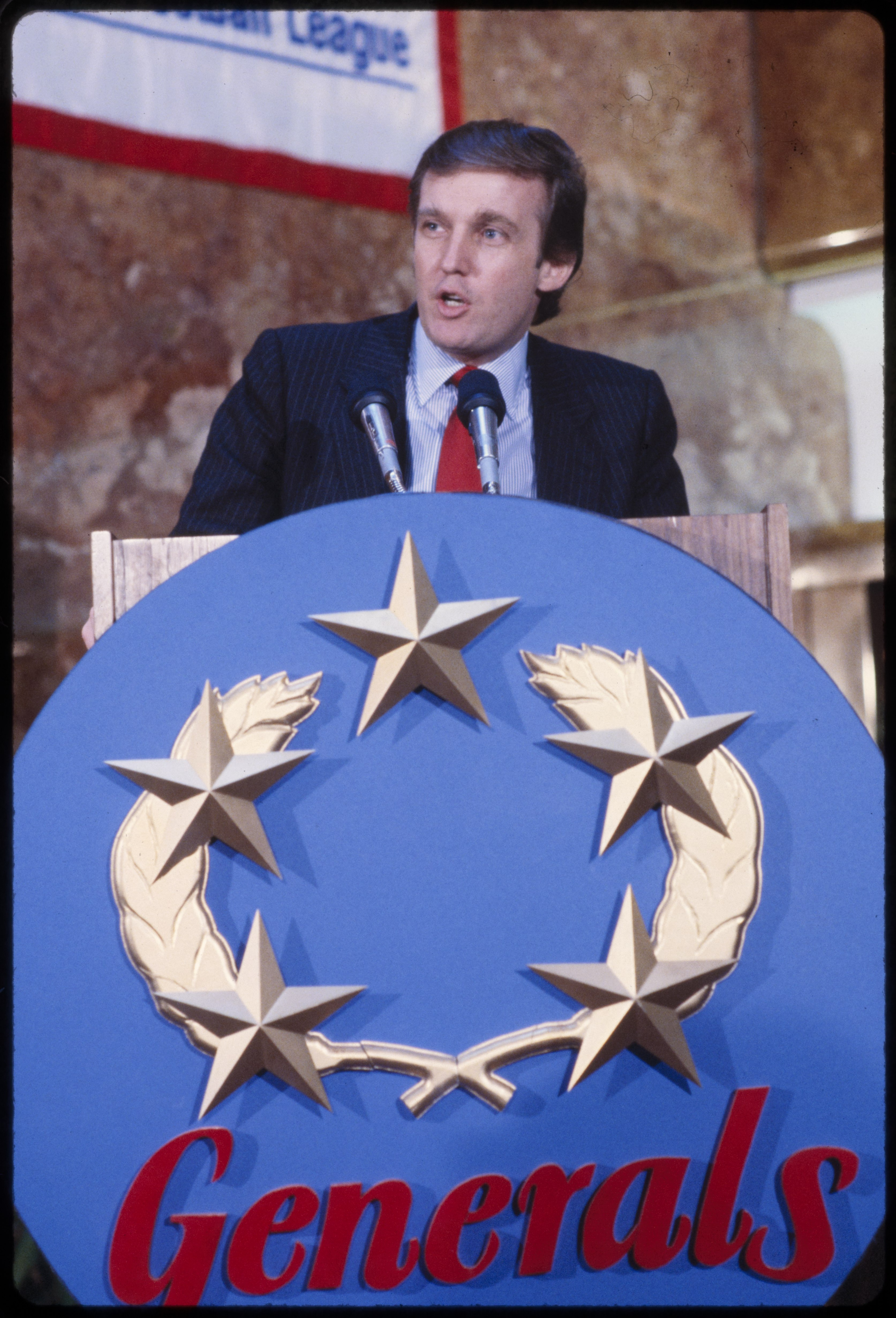
ترمب يلقي كلمة في مؤتمر صحفي لفريق جنرالات نيوجيرسي عام 1985.

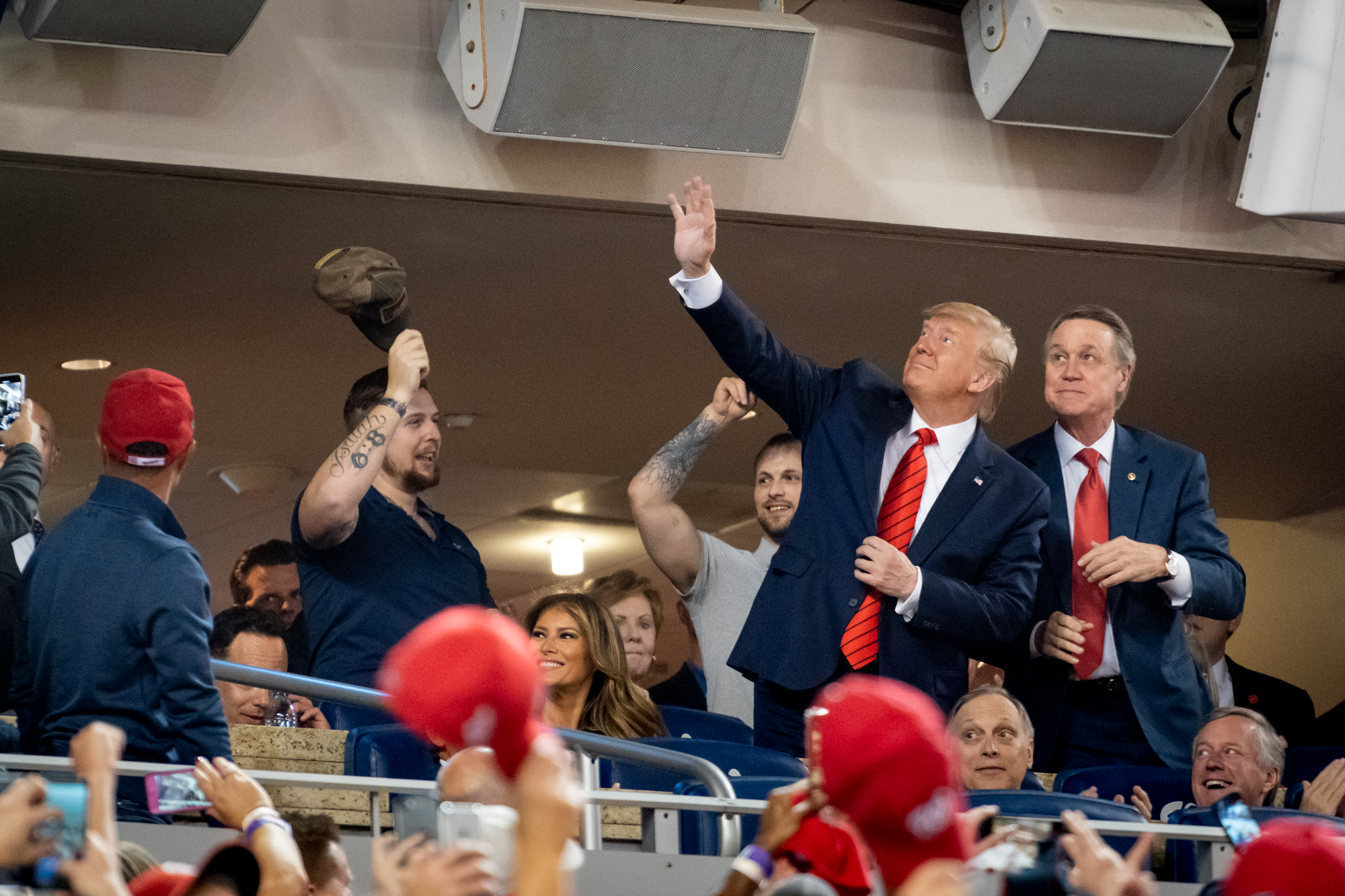
الرئيس دونالد جيه ترمب يلوح للجمهور خلال المباراة الخامسة من بطولة العالم لبيسبول بين واشنطن ناشونالز وهيوستن أستروس يوم الأحد 27 أكتوبر 2019، في ناشونالز بارك في واشنطن العاصمة

في عام 1983، أصبح فريق نيوجيرسي جنرالز التابع لترمب عضوًا مؤسسًا في دوري كرة القدم الأمريكية الجديد (USFL). قبل بداية الموسم الافتتاحي في عام 1983، باع ترمب الامتياز إلى قطب النفط في أوكلاهوما جيه والتر دنكان، ثم اشتراه مرة أخرى بعد الموسم. حاول بعد ذلك تعيين مدرب ميامي دولفينز المخضرم دون شولا، لكن الصفقة انهارت بسبب عدم رغبته في تلبية طلب شولا للحصول على شقة في برج ترمب. انتهى الأمر بترمب إلى تعيين المدرب السابق لفريق نيويورك جيتس والت مايكلز. لعبت فرق الدوري مواسمها الثلاثة الأولى خلال الربيع والصيف، لكن ترمب أقنع غالبية مالكي فرق الدوري الأخرى بنقل جدول الدوري لعام 1986 إلى الخريف، مباشرة مقابل الدوري الوطني لكرة القدم الأمريكية، بحجة أن ذلك سيجبرهم في النهاية على الاندماج مع الدوري الوطني، الأمر الذي من المفترض أن يزيد استثماراتهم بشكل كبير.
قبل موسم 1985، وقع ترمب مع لاعب الوسط دوج فلوتي، مقابل 7 AAAAAAعقد خدمات شخصية بقيمة 5 ملايين دولار لمدة 5 سنوات. هذا جعل فلوتي لاعب كرة القدم المحترف الأعلى أجرًا في ذلك الوقت، بالإضافة إلى كونه المبتدئ الأعلى أجرًا في أي رياضة احترافية. بعد الموسم، اندمج الجنرالات مع فريق هيوستن جامبلرز. كان ترمب يمتلك 50% من الفريق المندمج حديثًا، والذي ظل في نيوجيرسي واحتفظ بلقب الجنرالات. في ذلك الوقت، تفاخر ترمب بأن "هذا الفريق ربما يكون أفضل فريق في كرة القدم". (كان لدى نيوجيرسي وهيوستن موسمان جيدان ولكن ليس عظيمين في عام 1985: فقد وصل كل منهما إلى التصفيات النهائية ولكن خسر مباريات الجولة الأولى).
ولم يلعب الفريق أي مباراة أخرى. تم إلغاء موسم 1986 بعد أن حققت USFL انتصارًا باهظ الثمن في دعوى قضائية لمكافحة الاحتكار ضد NFL : خسر NFL الدعوى من الناحية الفنية، ولكن تم منح USFL فقط 3.00 دولارات كتعويضات نقدية. انهار اتحاد كرة القدم الأميركي، الذي انخفض عدد فرقه النشطة من 18 إلى 7 فرق فقط، بعد فترة وجيزة.
أعرب ترمب عن اهتمامه بشراء فريق كليفلاند إنديانز مقابل 13 مليون دولار في رسالة بتاريخ 15 فبراير 1983 أرسلها كينيث مولوي إلى رئيس الفريق جابي بول. ترمب زاد عرضه إلى 34 مليون دولار في وقت لاحق من نفس العام. إن عدم التزامه بالحفاظ على الامتياز في كليفلاند لأكثر من ثلاث سنوات جعله يفقد أي فرصة لإكمال عملية الاستحواذ.
ظل ترمب منخرطًا في رياضات أخرى بعد انسحاب الجنرالات، حيث قام بتشغيل ملاعب الجولف في العديد من البلدان. كما استضاف العديد من مباريات الملاكمة في أتلانتيك سيتي في ترمب بلازا، بما في ذلك مباراة مايك تايسون عام 1988 ضد مايكل سبينكس، وفي وقت ما عمل كمستشار مالي لتايسون.
في عامي 1989 و1990، أعطى ترمب اسمه لمرحلة سباق طواف ترمب للدراجات والذي كان بمثابة محاولة لإنشاء ما يعادل السباقات الأوروبية مثل طواف فرنسا أو جيرو دي إيطاليا . تم اقتراح الاسم من قبل شريكه التجاري، المعلق الرياضي بيلي باكر، الذي كان يخطط في الأصل لتسمية السباق بجولة جيرسي. وانتهت المرحلة الأولى من السباق الافتتاحي في مدينة نيو بالتز الجامعية في نيويورك حيث استقبل المحتجون الدراجين بلافتات مناهضة لترمب. وبدأت المرحلة الثانية في مدينة نيويورك، حيث قاطع رئيس البلدية إيد كوش، الذي ندد بترمب ووصفه بأنه "أحد المحتالين العظماء"، الحدث. وكانت المرحلة الأخيرة من السباق الذي يبلغ طوله 837 ميلا، والمكون من 10 مراحل، أكثر إثارة للجدل. مع اقتراب المرحلة الأخيرة، كان المتسابق البلجيكي إيريك فانديرايردن المرشح للفوز ببطولة الجولة، لكنه خسر دقيقة و20 ثانية على الأقل عندما اتخذ منعطفًا خاطئًا على مسار سيئ التحديد في أتلانتيك سيتي، مما أدى إلى خروجه عن طريقه على مسافة ربع ميل أو أكثر. وانتهى به الأمر في المركز الثالث في الترتيب العام، خلف الفائز بالجولة داج أوتو لوريتزن (متسابق نرويجي مع فريق 7-Eleven المملوك لأميركا) والوصيف هنك لوبيرينج، الذي اتخذ أيضًا منعطفًا خاطئًا خلال المرحلة الأخيرة. انسحب ترمب من رعايته بعد جولة ترمب الثانية في عام 1990 لأن مشاريعه التجارية الأخرى كانت تعاني من مشاكل مالية. استمر السباق لعدة سنوات أخرى تحت اسم جولة دوبونت.
قدم ترمب عرضًا لشراء فريق بوفالو بيلز عندما عُرض للبيع بعد وفاة رالف ويلسون في عام 2014؛ وفي النهاية، تم التفوق عليه في المزاد، كما توقع، وفاز كيم وتيرينس بيجولا بالمزاد. خلال حملته الرئاسية عام 2016، انتقد قواعد الارتجاج المحدثة في اتحاد كرة القدم الأميركي، واشتكى أثناء حملته الانتخابية من أن اللعبة أصبحت "ضعيفة" و"هشة"، قائلاً إن الارتجاج هو مجرد "خدش في الرأس". واتهم الحكام بإلقاء أعلام الجزاء دون داعٍ لمجرد الظهور على شاشة التلفزيون "حتى تراهم زوجاتهم في المنزل".
في عام 2012، كان نادي رينجرز لكرة القدم الاسكتلندي يعاني من اضطرابات مالية، مما أدى إلى تصفيته وإعادة تأسيسه. كان ترمب يفكر في شراء النادي، قبل أن يتراجع بسبب حجم مشاكله المالية.

## مسابقات ملكات الجمال
من عام 1996 حتى عام 2015، عندما باع حصصه، امتلك ترمب جزءًا أو كلًا من مسابقات ملكة جمال الكون، وملكة جمال الولايات المتحدة، وملكة جمال مراهقات الولايات المتحدة.
ظهرت مسابقة ملكة جمال الكون لأول مرة على قناة سي بي إس، وانتقلت كل من مسابقة ملكة جمال الكون وملكة جمال الولايات المتحدة إلى قناة إن بي سي في عام 2002. في عام 2012، فاز ترمب بجائزة قدرها 5 دولارات. حكم تحكيم بقيمة مليون دولار ضد أحد المتسابقين الذي ادعى أن العرض تم تزويره. في عام 2015، أنهت كل من NBC و يونيفزيون علاقاتهما التجارية مع منظمة ملكة جمال الكون أثناء الحملة الرئاسية لترمب. أعلن ترمب لاحقًا أنه أصبح المالك الوحيد لمنظمة ملكة جمال الكون من خلال شراء حصة NBC. قام ببيع حصصه الخاصة في المسابقة في عام 2015.
في عام 1999، بعد بضع سنوات من شرائه حصة في مسابقة ملكة جمال الكون، أسس ترمب شركة عرض أزياء، Trump Model Management، والتي تعمل في حي سوهو في مانهاتن السفلى.

## جامعة ترمب
كانت شركة جامعة ترمب شركة تعليمية أمريكية تهدف إلى الربح وكانت تدير برنامج تدريب في مجال العقارات من عام 2005 حتى عام 2010 على الأقل. بعد دعاوى قضائية متعددة، تم توقفت عن العمل. تم تأسيسها على يد دونالد ترمب وشريكيه مايكل سيكستون وجوناثان سبيتالني. قدمت الشركة دورات في العقارات وإدارة الأصول وريادة الأعمال وخلق الثروة، وكانت الرسوم تتراوح بين 1500 دولار إلى 35.000 دولار لكل دورة. وفي عام 2005، أخطرت سلطات ولاية نيويورك القائمين عليها بأن استخدامها لكلمة "جامعة" يشكل انتهاكًا لقانون الولاية. وبعد إخطار ثانٍ في عام 2010، تم تغيير الاسم إلى "معهد ترمب لريادة الأعمال".
في عام 2013، قدمت ولاية نيويورك طلب تعويض بقيمة 40 مليون دولارًا عبر دعوى مدنية زعمت أن جامعة ترمب قدمت ادعاءات كاذبة وخدعت المستهلكين. بالإضافة إلى ذلك، تم رفع دعويين مدنيتين جماعيتين تتعلقان بجامعة ترمب في المحكمة الفيدرالية؛ حيث تم تسمية دونالد ترمب شخصيًا بالإضافة إلى شركاته. تم تسوية القضايا الثلاث في نوفمبر 2016، بعد انتخاب ترمب للرئاسة، بمبلغ إجمالي قدره 25 مليون دولار.
انتقد ترمب مراراً وتكراراً القاضي جونزالو بي. كورييل، الذي أشرف على قضيتين في جامعة ترمب. خلال خطابات الحملة والمقابلات حتى يونيو 2016، وصف ترمب كورييل بأنه "كاره لدونالد ترمب"، قائلاً إن أحكامه كانت غير عادلة، وأن كورييل "يبدو أنه مكسيكي، وهو أمر رائع. أعتقد أن هذا جيد"، بينما اقترح أن عرق القاضي يشكل تضاربًا في المصالح في ضوء اقتراح ترمب ببناء جدار على الحدود بين الولايات المتحدة والمكسيك. انتقد العديد من الخبراء القانونيين هجمات ترمب على كورييل، واعتبروها في كثير من الأحيان مشحونة عنصريًا، ولا أساس لها من الصحة، وإهانة لمفهوم القضاء المستقل. في 7 يونيو 2016، أصدر ترمب بيانًا مطولًا قال فيه إن انتقاداته للقاضي "أُسيء تفسيرها".

## شركة ACN
من عام 2005 إلى عام 2015، حصل ترمب على 8.8 مليون دولار لترويج شركة الاتصالات التسويقية متعددة المستويات ACN. ومنتجاتها على موقعها الإلكتروني، وأقراص الدي في دي الترويجية وفي فعالياتها، وفي برنامج تلفزيون الواقع ذا أبرينتايس.
في عام 2018، رفع أربعة مستثمرين دعوى مدنية فيدرالية في المنطقة الجنوبية من نيويورك ضد دونالد ترمب وأولاده دونالد جونيور وإيفانكا وإيريك بتهمة الاحتيال والابتزاز. في يوليو 2019، سمح قاضي المقاطعة باستمرار الدعوى القضائية بمطالبات على مستوى الولاية بالاحتيال والإعلان الكاذب والمنافسة غير العادلة. واتهم ترمب وزوجته بعدم الكشف عن حصولهما على أموال من شركة ACN عندما أوصوا بالشركة باعتبارها استثمارًا سليمًا. وكجزء من عملية الاكتشاف، صدرت أوامر لعائلة ترمب في مارس 2020 بتقديم معلومات من سجلات أعمال منظمة ترمب التي تعود إلى عام 2005.
في أبريل 2020، أمر قاضٍ فيدرالي شركة MGM، المالكة للأغلبية في ذا سيليبريتي أبرينتايس بإصدار أشرطة غير مذاعة لحلقتين من العرض لمحامي المدعين الذين اتهموا عائلة ترمب الأربعة بتضليلهم للاستثمار في ACN؛ في الحلقات، تنافس المتسابقون المشاهير لإنتاج إعلانات تجارية لمنتج ACN. استأنف آل ترمب الحكم وسعى دون جدوى إلى التعامل مع النزاع عن طريق التحكيم. في نوفمبر 2021، أمر قاضٍ فيدرالي شركة MGM بإتاحة الأشرطة لمحامي المدعين في مكان آمن.
تم عزل ترمب وأبناؤه في عام 2022. في مايو 2023، سحب المدعون مطالباتهم ضد أطفال عائلة ترمب من أجل "تبسيط النزاع قبل المحاكمة". ومن المقرر أن تُعقد المحاكمة في 29 يناير 2024.

## مؤسسة دونالد جيه ترمب
مؤسسة دونالد جيه ترمب هي مؤسسة خاصة مقرها الولايات المتحدة تأسست في عام 1988 بهدف أولي وهو التبرع بعائدات كتاب ترمب: فن الصفقة من تأليف ترمب وتوني شوارتز . جاءت أموال المؤسسة في الغالب من متبرعين آخرين غير ترمب، الذي كانت آخر مساهمة شخصية له في الجمعية الخيرية في عام 2008. كان أكبر المتبرعين للمؤسسة من عام 2004 إلى عام 2014 هما الزوجان فينس وليندا مكمان، ملاك دبليو دبليو إي، اللذان تبرعا بمبلغ 5 مليون دولار للمؤسسة بعد ظهور ترمب في راسلمينيا في عام 2007.
وفقًا للإقرارات الضريبية للمؤسسة، فإن المستفيدين منها هم مؤسسات خيرية مرتبطة بالرعاية الصحية والرياضة، بالإضافة إلى مجموعات محافظة. على سبيل المثال، في عام 2009، قدمت المؤسسة 926,750 دولاراً لنحو 40 مجموعة، وكانت أكبر التبرعات لمؤسسة مركز أرنولد بالمر الطبي (100,000 دولار)، ومستشفى نيويورك-بريسبتيريان (125,000 دولار)، ودوري الشرطة الرياضي (156,000 دولار)، ومؤسسة كلينتون (100,000 دولار).
ابتداءً من عام 2016، بدأت صحيفة واشنطن بوست في الإبلاغ عن كيفية جمع المؤسسة للأموال ومنحها. كشفت الصحيفة عن العديد من الانتهاكات القانونية والأخلاقية المحتملة، مثل التعامل الذاتي المزعوم والتهرب الضريبي المحتمل. يقوم المدعي العام لولاية نيويورك بالتحقيق في المؤسسة "للتأكد من امتثالها للقوانين التي تحكم الجمعيات الخيرية في نيويورك". ووصف متحدث باسم ترمب التحقيق بأنه "عملية اغتيال حزبية". في 3 أكتوبر 2016، أخطر مكتب المدعي العام في نيويورك مؤسسة ترمب بأنها تنتهك قوانين نيويورك المتعلقة بالجمعيات الخيرية وأمرها بوقف أنشطتها لجمع التبرعات في ولاية نيويورك على الفور. وافقت المؤسسة، التي اعترفت أيضًا بالانخراط في التعامل الذاتي في نموذج مصلحة الضرائب لعام 2015، على هذا الأمر.

## العلامة التجارية

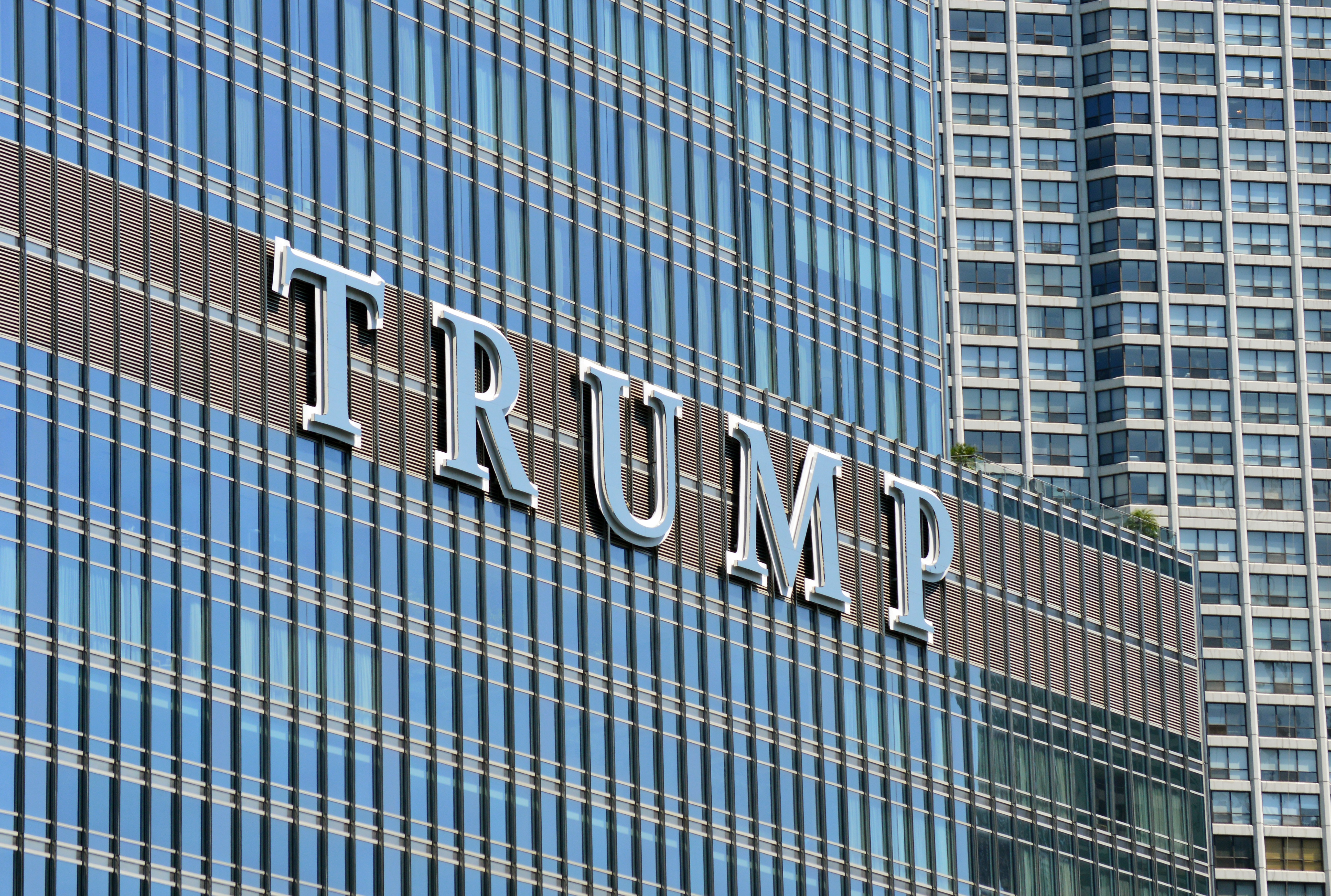
شعار ترمب على أحد الفنادق في شيكاغو

انخفضت قيمة العلامة التجارية لترمب بسبب حملته الرئاسية. بعد بدء حملته الانتخابية في عام 2016، أظهرت دراسة أجرتها شركة يونج آند روبيكام عن علامة ترمب التجارية بين المستهلكين ذوي الدخل المرتفع انخفاضًا حادًا في تقييمات سمات إيجابية في نهاية عام 2015، مما يشير إلى أن أعمال ترمب المختلفة قد تواجه صعوبات في السوق وتحديات تمويلية في المستقبل. يقول بعض المستهلكين إنهم يتجنبون شراء المنتجات والخدمات التي تحمل علامة ترمب التجارية احتجاجًا على ترمب وحملته. انخفضت الحجوزات والحركة في الفنادق والكازينوهات التي تحمل علامة ترمب بشكل حاد في عام 2016، ويرجع ذلك في المقام الأول إلى انخفاض الزيارات إلى العقارات من قبل النساء. وفي أعقاب إصدار تسجيلات أكسس هوليوود في أكتوبر 2016، أفادت التقارير أن قيمة العلامة التجارية لترمب تضررت بشكل أكبر، مع تقديرات بانخفاض القيمة المضافة للعلامة التجارية بما يصل إلى 13 نقطة مئوية.
في مارس 2024، بدأ ترمب في الترويج لنسخة من الكتاب المقدس بسعر 60 دولارًا، والتي تحتوي على ترجمة الملك جيمس للكتاب المقدس؛ والدستور الأمريكي، ووثيقة الحقوق، وإعلان الاستقلال، وتعهد الولاء؛ بالإضافة إلى جوقة مكتوبة بخط اليد لأغنية "God Bless the USA" للمغني لي غرينوود.

## الأسهم والسندات
تتركز محفظة ترمب الاستثمارية الشخصية في الأسواق المالية والسلع الأساسية. تولِّد محفظة الاستثمار الدخل والتدفقات النقدية عبر مجموعة متنوعة من الآليات مثل الأرباح، ومكاسب رأس المال، والفائدة المركبة المحمولة. استثمر ما لا يقل عن 70 مليون دولار في الأسهم. على الرغم من أن العقارات لا تزال فئة الأصول المفضلة لديه، فقد أصبح ترمب مستثمرًا نشطًا في السوق المالية في عام 2011 بعد خيبة الأمل من سوق العقارات الأمريكية المتدهورة واستثمارات مختلفة في عائدات فائدة بنك الاحتياطي الفيدرالي على شهادات الإيداع كانت تكاد تكون معدومة. صرح ترمب أنه لم يكن متحمسًا للاستثمار في سوق الأوراق المالية، ولكن كان من الصعب العثور على عقارات رئيسية بأسعار جيدة في ذلك الوقت، وكانت الأسهم والأوراق المالية رخيصة وتولِّد تدفقات نقدية جيدة من الأرباح. وقد استفاد من 40 من الأسهم الـ45 التي اشتراها وباعها في عام 2014، مما جعل معدل نجاحه في زيادة رأس المال يصل إلى 90% بالإضافة إلى ملايين الدولارات من الأرباح المكتسبة. كان أكبر الرابحين في محفظة أسهمه هم بنك أميركا، وشركة بوينغ، وفيسبوك، والتي حققت ربحًا غير متوقع قدره 6.7 مليون دولار، و3.96 مليون، و3.85 مليون على التوالي.
قُدرت محفظة أسهم ترمب بما يتراوح بين 33.4 مليون و87.9 مليون في عام 2015 وتم استثمارها في العديد من القطاعات، بما في ذلك الشركات العامة مثل موزعي التبغ ومنافذ البيع بالتجزئة وشركات الأدوية وشركات التصنيع الصناعي والشركات المالية وشركات النفط وشركات التكنولوجيا ومقاولي الدفاع. تشمل استثماراته في الأسهم العامة ضمن محفظته جنرال إلكتريك، وشيفرون، ويو بي إس، وكوكا كولا، وهوم ديبوت، وكومكاست، وسانوفي، وفورد، وكونوكو فيليبس، وألتيرا، وفيريزون كوميونيكيشنز، وبروكتر آند جامبل، وبنك أوف أميركا، ونايكي، وجوجل، وآبل، وفيليب موريس، وسيتي جروب، ومورجان ستانلي، وإنتل، وآي بي إم، وبريستول مايرز سكويب، وجونسون آند جونسون، وكاتربيلر، وأيه تي آند تي، وفيسبوك. لقد استثمر ما لا يقل عن 78 مليون دولار في مجموعة متنوعة من الأصول الورقية مثل الأسهم والسندات وصناديق الاستثمار المشترك وصناديق الأسهم الخاصة وصناديق الصناديق وصناديق التحوط. يتم الاحتفاظ بحساباته الاستثمارية في الأسواق المالية في جي بي مورجان، وباركليز، ودويتشه بنك، ومؤسسة أوبنهايمر. ولديه أسهم في حسابين في دويتشه بنك يحتويان على نقد وسندات خزانة وأسهم في 173 كيانًا. يحتوي حسابه الاستثماري لدى أوبنهايمر على أموال نقدية وله 31 مركزًا بقيمة تتراوح بين 10,380,031 دولارًا و33,301,000 دولارًا. يحتوي حسابه لدى جي بي مورجان على أسهم في 60 شركة بقيمة تتراوح بين 1,251,008 دولار و2,617,000 دولار.
كما استثمر ترمب في صناديق تركز على الشركات المتوسطة والصغيرة الحجم مثل تيسلا موتورز، المتخصصة في صناعة السيارات الكهربائية، واستثمر دوليًا في عدد من الأسواق الناشئة وصناديق النمو والتحوط الموجودة في أوروبا وآسيا. كما استثمر أيضًا في عدد من صناديق الأسهم الخاصة وصناديق التحوط بما في ذلك 1 إلى 5 ملايين دولار في Advantage Plus، و1 إلى 5 ملايين دولار في AG Diversified Funds، و2 مليون دولار في MidOcean Credit Opportunities، و4 ملايين دولار في Paulson & Co.، وحوالي 5 ملايين دولار مع Angelo, Gordon & Co. كانت أكبر حصة لترمب في صندوق Obsidian التابع لشركة بلاك روك، حيث تقدر حصته بين 25 مليون إلى 50 مليون . تتركز جميع استثمارات ترمب في صناديق الاستثمار المشتركة المفتوحة تقريبًا في Baron Capital Management، وهي عائلة صناديق استثمار مشتركة متوسطة الحجم يرأسها قطب صناديق الاستثمار المشترك رونالد إس. بارون. كشف أنه كسب أكثر من 22 مليون دولار من استثماراته في الأسهم الخاصة وصناديق التحوط وصناديق الاستثمار المشترك، وحقق دخلاً يتراوح بين 1.5 دولار و10 ملايين، وكلها تقريبًا من استثمارات مثل أرباح الأسهم ومكاسب رأس المال والفوائد المحمولة. كما استثمر ترمب أيضًا جزءًا من محفظته الاستثمارية في سندات الخزانة الأمريكية.
في نموذج حكومي قدمه في عام 2015، أفاد ترمب بامتلاكه كمية من الذهب قدرت قيمتها بين 100 ألف دولار إلى 250 ألف دولار.

## الضرائب والدخل
أصدر ترمب بعض المعلومات المالية في عام 2015، لكنه رفض الإفصاح علنًا عن أي من إقراراته الضريبية الكاملة، على الرغم من أنه قال إنه سيفعل ذلك قبل انتخابات عام 2016 إذا انتهى - ما وصفه محاموه - بالتدقيق المستمر من قبل مصلحة الضرائب لتغطية الإقرارات الضريبية للسنوات من 2009 إلى 2016. وفقًا لبيان صحفي صادر عن مدير حملته في يوليو 2015، بلغ "دخل" ترمب لعام 2014 مبلغ 362 مليون دولار (وهو ما لا يشمل الأرباح والفوائد ومكاسب رأس المال والإيجارات والعوائد الملكية). ذكرت ملفات إفصاحه لعام 2015 أن إجمالي إيراداته تجاوزت 611 مليون دولار.
في أكتوبر 2016، تم الكشف عن أن ترمب زعم خسارة قدرها 916 مليون دولار في إقراراته الضريبية لعام 1995. وبما أن الخسائر الضريبية من عام واحد يمكن تطبيقها لتعويض الدخل من السنوات المستقبلية، فإن الخسارة البالغة 916 مليون دولار سمحت له بتقليل أو إلغاء دخله الخاضع للضريبة (وبالتالي ضرائب الدخل الفيدرالية الأمريكية) خلال فترة الترحيل إلى الأمام لمدة ثمانية عشر عامًا. اعترف ترمب بأنه استخدم الإقرار بالخسارة لكنه رفض تقديم تفاصيل مثل السنوات المحددة التي تم فيها تطبيقها.
توصلت قصة استقصائية نشرتها صحيفة نيويورك تايمز إلى أنه في أوائل تسعينيات القرن الماضي، ومن أجل تجنب "الخراب المالي"، استخدمت شركات ترمب أساليب "مشكوك فيها قانونيًا" لتجنب دفع الضرائب، وأن محامي ترمب وصفوا هذه الأنشطة بأنها "غير لائقة". وذكر خبراء ضرائب مستقلون أن "أي ثغرة موجودة لم يتم استغلالها هنا، بل تم توسيعها إلى ما هو أبعد من أن يتم التعرف عليها"، وأن ذلك ينطوي على "خفة يد".